# Phaidra

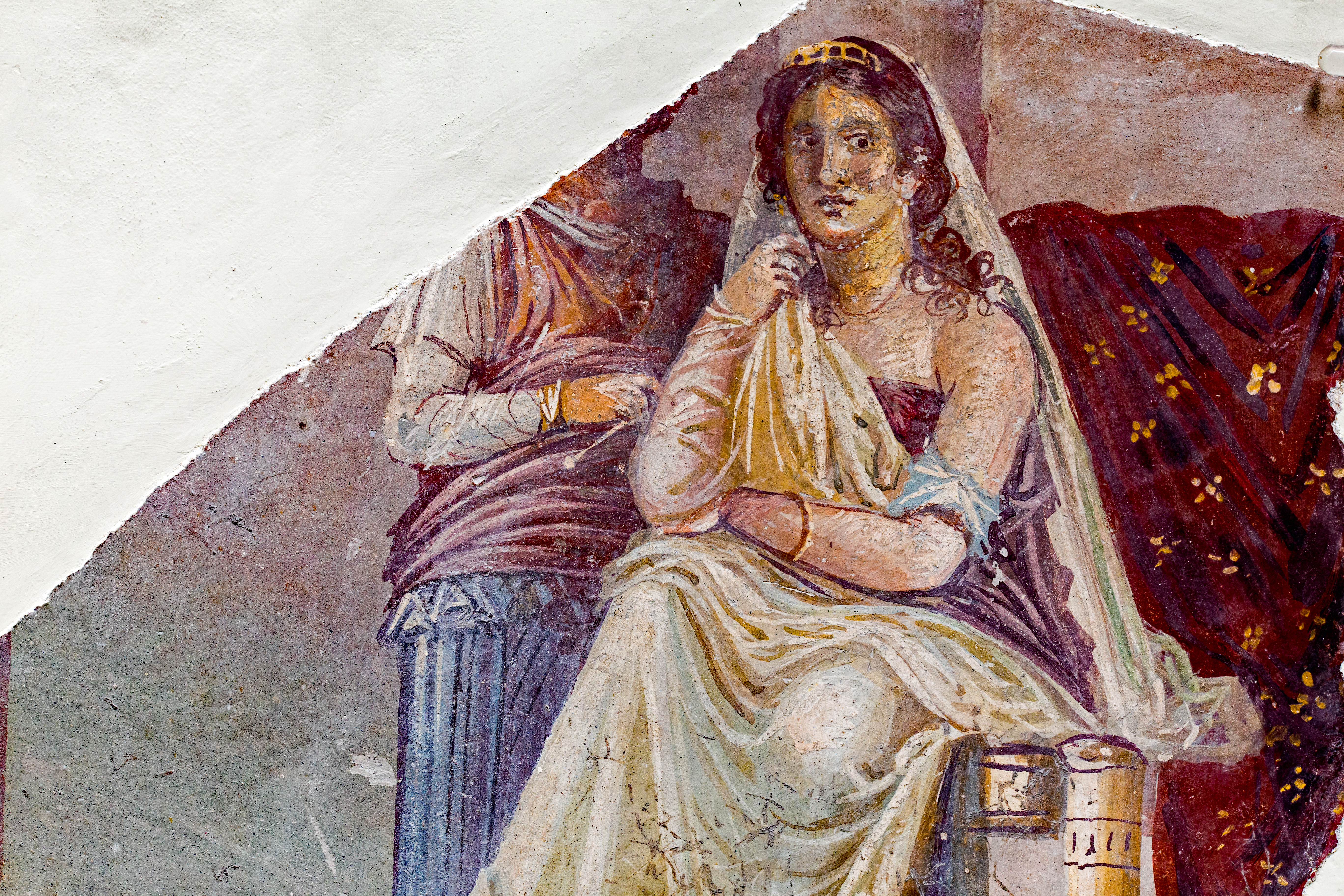
Phaidra auf einem antiken Fresko aus Pompeji

Phaidra (altgriechisch Φαίδρα Phaídra, deutsch ‚die Strahlende‘, lateinisch Phaedra, deutsche Schreibweise Phädra) ist in der griechischen Mythologie die zweite Gattin des Theseus, des Königs von Athen. Ihre Eltern sind Minos und Pasiphaë, ihre Schwester ist Ariadne. Sie ist die Enkelin des Sonnengottes Helios.

## Der Mythos

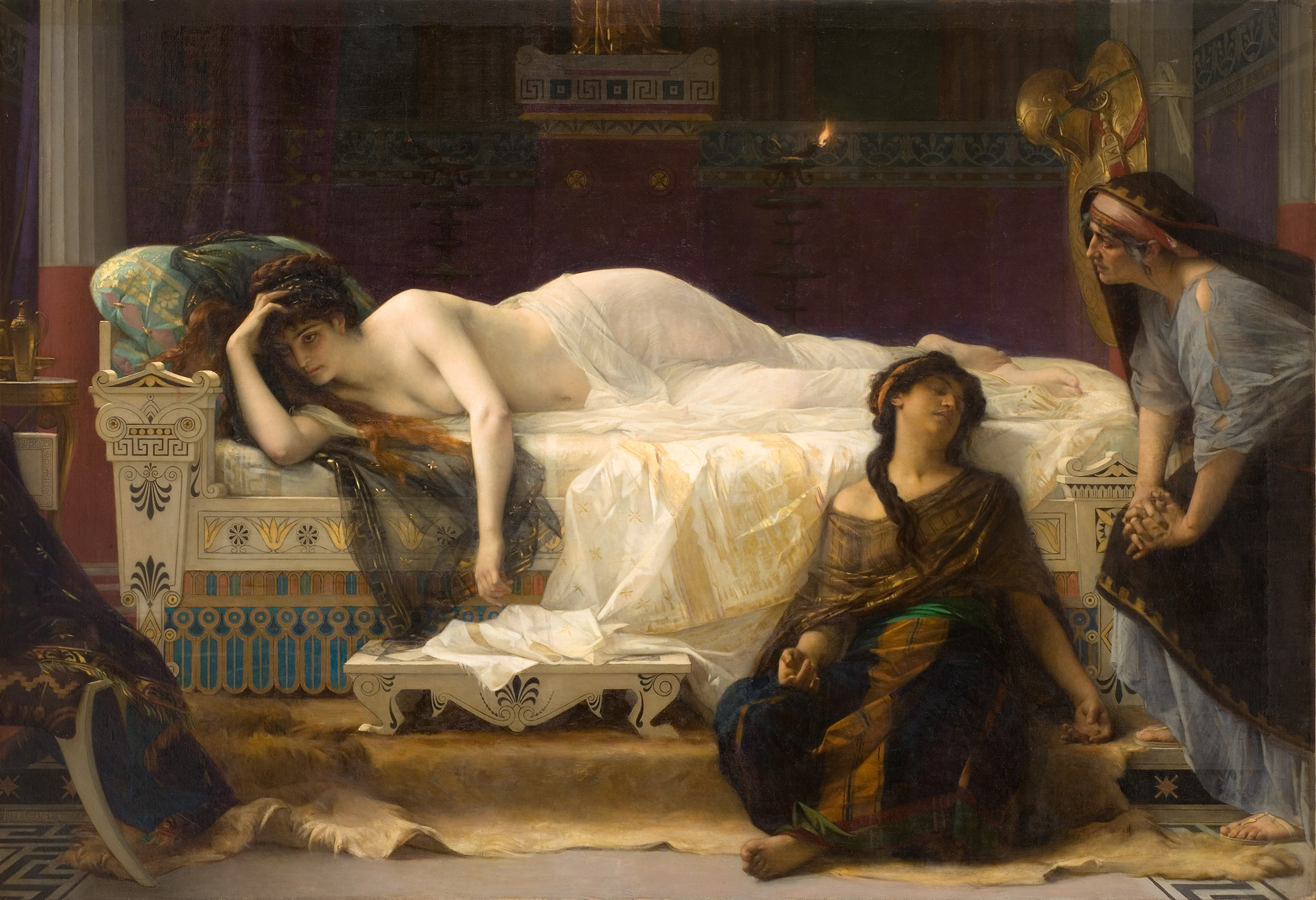
Phaidra, Gemälde von Alexandre Cabanel

Phaidra wird von Aphrodite verzaubert, wodurch sie sich in ihren Stiefsohn Hippolytos verliebt. Dieser weist ihre Liebe zurück. Phaidra begeht daraufhin Selbstmord, hinterlässt vorher jedoch auf einem Täfelchen die falsche Beschuldigung, Hippolytos habe ihr nachgestellt.
Als Theseus zurückkehrt und Phaidra tot vorfindet, verflucht er Hippolytos, worauf dieser mit seinem Wagen flieht. Auf Bitten Theseus’ sendet Poseidon ein Meeresungeheuer, das die Pferde am Wagen des Hippolytos scheu macht. Hippolytos stürzt vom Wagen, verfängt sich in den Zügeln und wird zu Tode geschleift.

## Rezeption

### Literarische Verarbeitung
Der Stoff wurde häufig literarisch bearbeitet:
- Euripides’ Tragödie Der bekränzte Hippolytos, datiert 428 v. Chr., ist dessen zweite dramatische Bearbeitung des Stoffs. Seine erste ist nicht erhalten.
- Die erste bekannte lateinische Fassung ist die von Ovid, der diesen Stoff sowohl in seinen Heroides[1] als auch in den Metamorphosen[2] behandelt.
- Seneca knüpft in seiner Tragödie Phaedra an Euripides an.
  - Senecas Werk war die Grundlage für eine Reihe von Nachdichtungen im 16. und 17. Jahrhundert, zum Beispiel von Ottaviano Zara (Hippolito, 1558), Robert Garnier (Hippolyte, 1573) und von Jacques Pradon (Phèdre et Hippolyte, 1677)
- Literarisch bedeutend ist Phèdre von Jean Racine (1677), ins Deutsche übertragen von Friedrich Schiller 1805.[3]
- 1909 hat Gabriele D’Annunzio eine Tragödie Fedra verfasst, auf der das Libretto zur gleichnamigen Oper Ildebrando Pizzettis basiert.
- Auch Miguel de Unamuno verfasste ein Theaterstück namens Fedra (1918 uraufgeführt).
- 1927 verfasste Marina Iwanowna Zwetajewa die Tragödie Fedra.
- Der schwedische Autor Per Olov Enquist hat den Phaidra-Stoff in seinem Stück „Till Fedra“ (1980) verarbeitet.
- Weiterhin existiert eine Bearbeitung von Sarah Kane namens Phaidras Liebe (1996).
- 2022 widmete die Philosophin und Dramaturgin Agnese Grieco dem Mythos der Phädra, wie ihrer vielstimmigen Rezeption den vielbeachteten Essay Phädras Ehre. Darin beleuchtet sie den Lebensentwurf der antiken Gestalt auch im Horizont aktueller Identitäts- und Genderdiskurse.[4][5]
- Die Uraufführung einer Überschreibung des Stoffes mit dem Titel Phädra in Flammen von Nino Haratischwili, inszeniert von der niederländischen Regisseurin und Drehbuchautorin Nanouk Leopold am Berliner Ensemble in Koproduktion mit den Ruhrfestspielen Recklinghausen, fand am 25. Mai 2023 statt. Hierbei verliebt sich Phädra nicht in den Stiefsohn, sondern in die zukünftige Schwiegertochter Persea, die von Theseus für Demophon ausgesucht wurde – „ein Skandal, der laut dem Hohepriester Menschenopfer fordert“.[6]

### Musik
Als Oper wurde der Stoff u. a. von Jean-Philippe Rameau, Hippolyte et Aricie 1733, Johann Simon Mayr, Fedra 1820, beide nach Jean Racine, und Ildebrando Pizzetti, nach einem Libretto von Gabriele D’Annunzio, sowie 2007 von Hans Werner Henze vertont – Phaedra.
Der Stoff inspirierte ebenfalls Benjamin Britten, der als sein letztes Vokalwerk eine Kantate zur Phaidra-Thematik verfasste, die er der Sopranistin Janet Baker zueignete. Sie sang die Kantate in der Uraufführung beim Aldeburgh Festival 1976.
Im Song „Some Velvet Morning“ von Lee Hazlewood, den er zusammen mit Nancy Sinatra eingespielt hat, wird ebenfalls auf den Mythos angespielt (Album „Nancy & Lee“, 1968).
Die Band Tangerine Dream, Vorreiter in der elektronischen Musik, betitelte 1974 ein für ihren späteren Musikstil prägendes Album „Phaedra“; das Album gehört bis heute zu den erfolgreichsten Produktionen der Gruppe (u. a. ein komplett neu eingespieltes Remix-Album 2005).

### Film
- Fedra (1909), Stummfilm von Oreste Gherardini mit Italia Vitaliani als Fedra und Carlo Duse und Ciro Galvani.[7]
- Theseus, Held von Hellas (1960), italienischer Abenteuerfilm, mit Rosanna Schiaffino als Phaedra und als deren Schwester Ariadne.
- Phaedra (1962), basiert auf der Tragödie des Euripides, Regie von Jules Dassin, Melina Mercouri als Phaedra, Anthony Perkins als Alexis.
- Phädra (1967), basiert auf dem Stück von Racine, Regie von Oswald Döpke mit Joana Maria Gorvin als Phädra und Rolf Henniger als Hippolyt, Lina Carstens als Œnone, Phädras Amme.[8]
- Freida Pinto spielte Phädra in dem Film Krieg der Götter (2011), der lose auf der Mythologie um den Minotauros und die Titanomachie basierte.

### Bildende Kunst
Antike Darstellungen des Mythos finden sich auf marmornen Sarkophagen, beispielsweise im Musée d’Arles Antique in Arles, in der Kirche San Clemente in Rom und in Agrigent.

## Parallelen
Parallelen finden sich in anderen eurasischen Mythen:
- Fingal Rónáin („Ronans Verwandtenmord“)
- Potifar
- Kunala, Sohn von Ashoka